# Sunday Go to Meetin' Time
Sunday Go to Meetin' Time è un film del 1936 diretto da Friz Freleng. È un cortometraggio d'animazione della serie Merrie Melodies, prodotto dalla Leon Schlesinger Productions e uscito negli Stati Uniti l'8 agosto 1936, distribuito dalla Warner Bros.
Il titolo del corto deriva dall'aggettivo colloquiale "sunday-go-to-meeting", che descrive qualcosa di appropriato per andare in chiesa o comunque presentabile.
Il corto include gag stereotipate e situazioni che riguardano gli afroamericani, raffigurati in modo caricaturale. Pertanto, questa pellicola e altri cartoni della Warner Bros. con dei temi simili sono stati rimossi dalla distribuzione televisiva dal 1968, e sono noti col nome collettivo di "undici censurati" (Censored Eleven).
Il cartone animato fu ridistribuito una seconda volta all'interno del programma Blue Ribbon il 28 ottobre 1944.
Nel 1936 Sunday Go to Meetin' Time fu rifiutato dalla British Board of Film Censors e rimase inedito nel Regno Unito. Fu inoltre messo al bando in Australia e Germania.

## Trama
Il suono delle campane in una pigra città annuncia che è ora di andare in chiesa. Un predicatore nero con enormi labbra caricaturali saluta i suoi parrocchiani mentre canta la canzone da cui prende il titolo il cortometraggio. Un dandy da minstrel show e la sua ragazza ravvivano la canzone mentre ballano verso la chiesa. Segue una successione di gag con personaggi neri stereotipati: Una "Mami" e un vecchio "zio Tom" lustrano le teste di alcuni negretti; una donna toglie un reggiseno da uno stendibiancheria per usarlo come cuffia per i suoi gemelli.
Nicodemus, il protagonista, viene sorpreso da Mami mentre gioca a dadi. La donna esclama: «Tu, buono a nulla! Vai subito in chiesa!» e lo trascina per un orecchio. Tuttavia, Nicodemus sgattaiola fuori dalla porta, scegliendo invece di rubare alcune galline. Sfortunatamente, un colpo alla testa lo manda alla "Corte di Giustizia dell'Ade", dove un demone esamina i suoi crimini e lo manda più in profondità nell'inferno. I demoni dalle grandi labbra lo portano dal Diavolo in persona, che canta a Nicodemo "devi dare al Diavolo ciò che gli è dovuto". Nicodemus si sveglia e scopre che i pungoli dei forconi non sono altro che i becchi delle galline nella terra dei vivi. Sente le campane della chiesa e quindi lì si precipita.

## Accoglienza
Boxoffice (22 agosto 1936): "Quando un cartone animato suscita entusiasmo in una sala di proiezione piena di critici incalliti, denota un successo. In Technicolor, questo soggetto racconta la storia principalmente attraverso il ritmo negro e il jazz melodioso."
National Exhibitor (5 settembre 1936): "Uno dei migliori della serie, però, non va programmato insieme a Green Pastures. L'inetto negretto non vuole andare in chiesa la domenica, fugge da sua moglie, scappa via, finisce KO mentre tenta di rubare una gallina, sogna di finire all'inferno. Alla fine si sveglia e corre in chiesa. Colorato, animato, con gag al di sopra della media. Molto buono."